# Docalidia venusta
Docalidia venusta är en insektsart som beskrevs av Nielson 1979. Docalidia venusta ingår i släktet Docalidia och familjen dvärgstritar. Inga underarter finns listade i Catalogue of Life.